# Садиба в Беловичах
Садиба в Беловичах — об'єкт побудований 1870 року в Беловичах.

## Розташування
Садиба знаходиться в польському селі Нижньсілезького воєводства Леґницького повіту, в Ґміні Кротошице.

## Історія
Напівзруйнована пам'ятка є частиною садибного гранжу, яка включає в себе: 5 акрів парку, житловий будинок (на цей час зруйнований); дві господарські будівлі (зруйновані); два занедбаних сараї; Агентство сільськогосподарської нерухомості в 2001 році продала будівлю приватному власнику.